# Зопир Младший
Зопир (др.-греч. Ζώπυρος) — внук Зопира, полководца Дария I, сын Мегабиза и Амитис, дочери Ксеркса I.

## Биография
По всей видимости, Зопир получил своё имя в честь деда. Имя «Зопир» не иранское, а греческое и означает «Живой огонь». Суриков И. Е. в связи с этим замечает, что, скорее всего, подлинное имя перса (как зороастрийца) носило аналогичное значение.
Вместе с братом Артифием Зопир принимал деятельное участие в восстании своего отца против царя Артаксеркса I. По словам Ктесия, «отважно сражаясь, сыновья Мегабиза — Зопир и Артифий — принесли Мегабизу решительную победу», когда была разгромлена направленная в Сирию правительственная армия во главе с царским полководцем Усирисом.
После смерти родителей Зопир около 440 года до н. э. (дата, принятая большинством современных исследователей) бежал в Афины, где «был хорошо принят из-за оказанных его матерью благодеяний афинянам». В чём именно заключались эти благодеяния, Ктесий не сообщает. По мнению, в частности, Э. В. Рунга, речь идет, в первую очередь, о роли Амитис в спасении жизни захваченным персами афинским военнопленным во время оказания ими помощи восстанию под предводительством Инара и Амиртея в Египте.
Зопир был убит во время похода против карийского города Кавна. Видимо, сын Мегабиза пытался закрепиться в Малой Азии. В свою очередь, афиняне могли использовать положение Зопира в своих интересах. По приказу Аместриды горожанин, от руки которого погиб её внук, был распят. Одни исследователи полагают, что эти события произошли во время выступления Самоса против Афин в 440—439 годах до н. э. Другие относят их уже к эпохе Пелопонесской войны.
В современной исторической науке достаточно широко распространено мнение о том, что рассказы Зопира послужили одним из источников при написании Геродотом и Фукидидом своих трудов. Считается, что в силу своего происхождения и активного участия в политических событиях он был в курсе различных событий при дворе Ахеменидов.

### Первичные источники
- Геродот. История. (III. 160)
- Ктесий. Персика[англ.] (37, 43)

### Исследования
- Зопир // Энциклопедический словарь Брокгауза и Ефрона : в 86 т. (82 т. и 4 доп.). — СПб., 1890—1907.
- Smith W. Zopyrus // Dictionary of Greek and Roman Biography and Mythology. — Boston, 1870.

- Дандамаев М. А. Политическая история Ахеменидской державы. — М., 1985.
- Рунг Э. В. Персы в Афинах: поиски политического убежища. — Казань, 2012.
- Суриков И. Е. Геродот. — М., 2009. — ISBN 978-5-235-03226-2.
- Гимадаев Р. А. Возможный персидский источник для описания Фукидида первой афинской экспедиции в Египет // Вестник древней истории. 1983.